# Jungferntal-Rahm
Jungferntal-Rahm ist der Statistische Bezirk 83 der kreisfreien Großstadt Dortmund. Er liegt im Westen der Stadt und gehört zum Stadtbezirk Huckarde. Der Statistische Bezirk besteht heute aus den beiden Stadtteilen Rahm und Jungferntal.
Die Siedlung Jungferntal entstand im Jahr 1956 auf dem Gebiet der ehemaligen Gemeinden Kirchlinde und Rahm. Mittlerweile hat Jungferntal die Einwohnerzahl Rahms um ein Mehrfaches überschritten.
Bereits am 10. Juni 1914 wurde Rahm, am 1. April 1928 auch Kirchlinde nach Dortmund eingemeindet. Beide Gemeinden gehörten bis zu ihrer Auflösung zum Landkreis Dortmund.
Zunächst trug dieser Statistische Unterbezirk die Bezeichnung Jungferntal.

## Statistik
Zum 31. Dezember 2024 lebten 6.820 Einwohner im statistischen Bezirk Jungferntal-Rahm.
Struktur der Bevölkerung:
- Bevölkerungsanteil der unter 18-Jährigen: 17,2 % [Dortmunder Durchschnitt: 16,2 % (2018)][3]
- Bevölkerungsanteil der mindestens 65-Jährigen: 21,9 % [Dortmunder Durchschnitt: 20,2 % (2018)][4]
- Ausländeranteil: 16,3 % [Dortmunder Durchschnitt: 22,3 % (2024)][5]
- Arbeitslosenquote: 11,7 % [Dortmunder Durchschnitt: 11,0 % (2017)][6]

Das durchschnittliche Einkommen liegt etwa 15 % unter dem Dortmunder Durchschnitt.

### Bevölkerungsentwicklung
| Jahr      | 1987 | 2003 | 2008 | 2013 | 2016 | 2018 | 2020 | 2022 | 2023 | 2024 |
| --------- | ---- | ---- | ---- | ---- | ---- | ---- | ---- | ---- | ---- | ---- |
| Einwohner | 7376 | 6630 | 6458 | 6238 | 6560 | 6688 | 6680 | 6712 | 6830 | 6820 |

## Gliederung des Statistischen Bezirks 83
| Unterbezirk | Name        | Gebiet |
| ----------- | ----------- | --- |
| 831         | Jungferntal | Jenseits der Bundesautobahn 45 gelegener Teil der Gemarkung Kirchlindes sowie sich östlich anschließende Teile Rahms |
| 832         | Rahm        | Südlich der Landesstraße 750 gelegener Teil Rahms ohne kleine Teile im äußersten Osten                               |